# Ranunculus hispidus
Ranunculus hispidus Michx. – gatunek rośliny z rodziny jaskrowatych (Ranunculaceae Juss.). Występuje naturalnie w Ameryce Północnej. 

## Rozmieszczenie geograficzne
Rośnie naturalnie w Ameryce Północnej, w Kanadzie i Stanach Zjednoczonych. W Kanadzie został zarejestrowany w prowincjach Nowy Brunszwik, Nowa Fundlandia i Labrador, Nowa Szkocja, Ontario, Wyspa Księcia Edwarda, Quebec oraz Manitoba. W Stabach Zjednoczonych występuje w stanach Connecticut, Indiana, Massachusetts, Michigan, New Jersey, Nowy Jork, Ohio, Pensylwania, Rhode Island, Vermont, Wirginia Zachodnia, Illinois, Iowa, Kansas, Minnesota, Missouri, Oklahoma, Dakota Południowa, Alabama, Arkansas, Delaware, Dystrykt Kolumbii, Georgia, Kentucky, Maryland, Missisipi, Karolina Północna, Karolina Południowa, Tennessee, Wirginia oraz Teksas. 

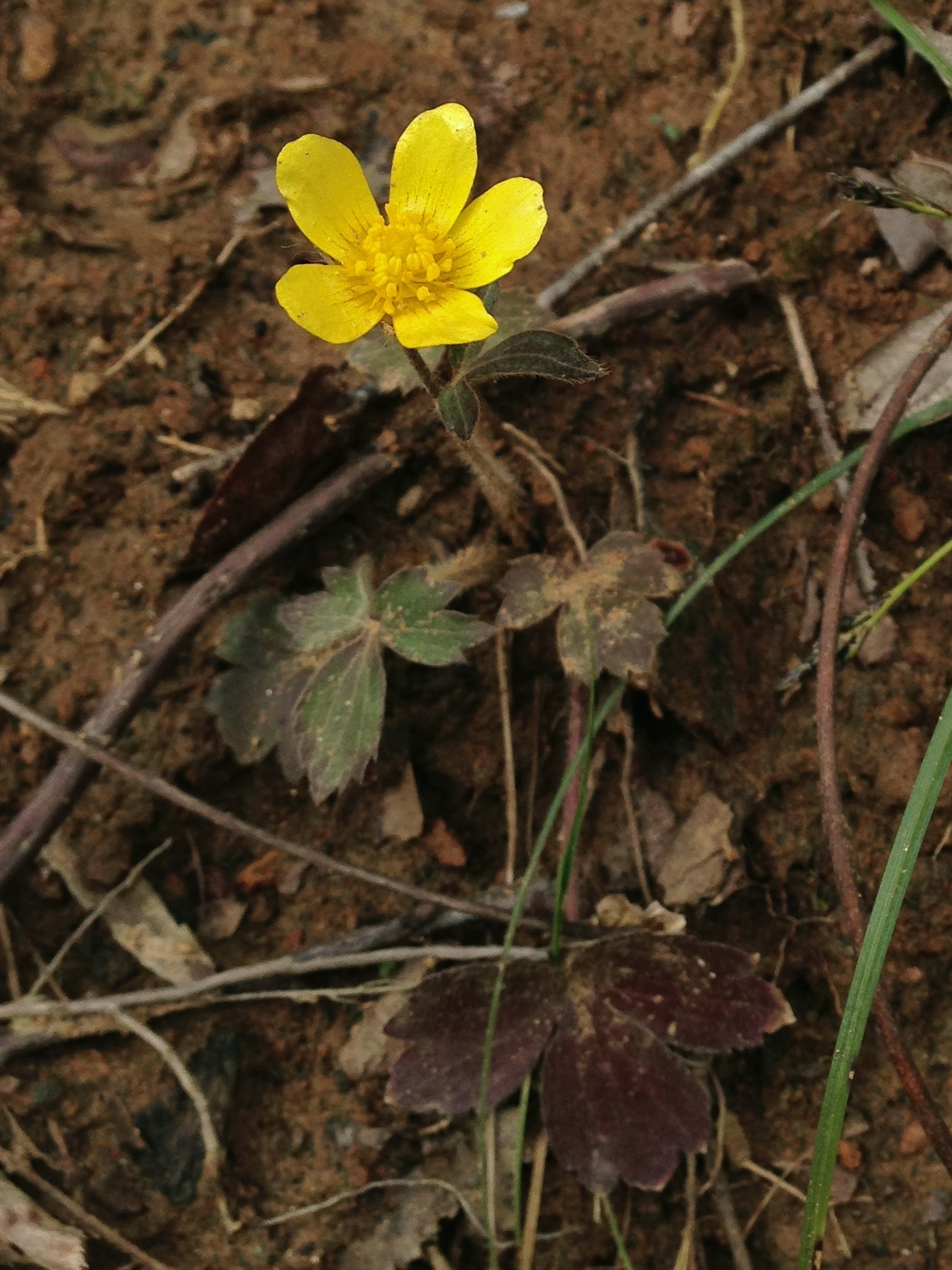
Okaz z Wirginii w Stanach Zjednoczonych

## Morfologia
PokrójBylina.
LiścieSą trójdzielne lub trójlistkowe. Mają kształt od owalnego do deltoidalnego. Mierzą 2–13 cm długości oraz 2,5–17 cm szerokości. Brzegi są ząbkowane. Wierzchołek jest spiczasty lub zaokrąglony.
KwiatySą pojedyncze. Pojawiają się na szczytach pędów. Są żółtego koloru. Mają 5 eliptycznych działek kielicha, które dorastają do 4–10 mm długości. Mają 5 owalnych płatków o długości 8–16 mm.
OwoceNagie niełupki o odwrotnie jajowatym kształcie i długości 2–5 mm. Tworzą owoc zbiorowy – wieloniełupkę o półkulistym kształcie i dorastającą do 7–10 mm długości.

## Biologia i ekologia
Rośnie na bagnach i podmokłych lasach. Występuje na terenach nizinnych. Kwitnie od marca do lipca. 

## Zmienność
W obrębie tego gatunku wyróżniono dwie odmiany:
- Ranunculus hispidus var. caricetorum (Greene) T. Duncan
- Ranunculus hispidus var. nitidus (Chapm.) T. Duncan